# Formule 3000 v roce 1997
Formule 3000 v roce 1997 byla třináctým ročníkem disciplíny Formule 3000. Uskutečnilo se 10 Velkých cen této formule a mistrem světa se stal brazilský jezdec Ricardo Zonta s vozem Lola T96/50.

## Pravidla
Boduje prvních 6 jezdců podle klíče:
- První - 9 bodů
- Druhý - 6 bodů
- Třetí - 4 body
- Čtvrtý - 3 body
- Pátý - 2 body
- Šestý - 1 bod

## Velké ceny
| Datum        | Závod                         | Vítěz              | Vůz         | Výsledky |
| ------------ | ----------------------------- | ------------------ | ----------- | -------- |
| 11. květen   | BRDC International Trophy     | Tom Kristensen     | Lola T96/50 | Výsledky |
| 19. květen   | Grand Prix Pau                | Juan Pablo Montoya | Lola T96/50 | Výsledky |
| 25. květen   | Helsinki                      | Soheil Ayari       | Lola T96/50 | Výsledky |
| 29. červen   | Nürburgring                   | Ricardo Zonta      | Lola T96/50 | Výsledky |
| 20. červenec | Gran Premio dell Mediterraneo | Jamie Davies       | Lola T96/50 | Výsledky |
| 26. červenec | Hockenheim                    | Ricardo Zonta      | Lola T96/50 | Výsledky |
| 3. srpen     | A1-Ring                       | Juan Pablo Montoya | Lola T96/50 | Výsledky |
| 23. srpen    | Spa                           | Jason Watt         | Lola T96/50 | Výsledky |
| 28. září     | Mugello                       | Ricardo Zonta      | Lola T96/50 | Výsledky |
| 9. červen    | Jerez                         | Juan Pablo Montoya | Lola T96/50 | Výsledky |